# لويز هوف
لويز هوف (بالإنجليزية: Louise Huff)‏ هي ممثلة أمريكية، ولدت في 14 نوفمبر 1895 في كولومبوس في الولايات المتحدة، وتوفيت في 22 أغسطس 1973 في نيويورك في الولايات المتحدة.

## أعمال

### أفلام
- (1916) سبعة عشر

## وصلات خارجية
- لويز هوف على موقع IMDb (الإنجليزية)
- لويز هوف على موقع أول موفي (الإنجليزية)
- لويز هوف على موقع قاعدة بيانات الفيلم (الإنجليزية)
- لويز هوف على موقع كينوبويسك (الروسية)